# Oparbella flavescens
Oparbella flavescens är en spindeldjursart som först beskrevs av Carl Ludwig Koch 1842.  Oparbella flavescens ingår i släktet Oparbella och familjen Solpugidae. Inga underarter finns listade i Catalogue of Life.